# 2019-es rövid pályás úszó-Európa-bajnokság
A 2019-es rövid pályás úszó-Európa-bajnokságot december 4. és december 8. között rendezték Glasgow-ban, Skóciában. Az Eb-n 40 versenyszámban avattak Európa-bajnokot, a helyszín a városban található Tollcross Nemzetközi Úszóközpont volt. A magyar úszók négy arany-, négy ezüst-, és három bronzéremmel az éremtáblázat negyedik helyén végeztek.

## A versenyen részt vevő nemzetek
Az Európa-bajnokságon 49 nemzet 539 úszója – 305 férfi és 234 nő – vett részt, az alábbi megbontásban:
| Részt vevő nemzetek férfi / nő megbontásban | Részt vevő nemzetek férfi / nő megbontásban | Részt vevő nemzetek férfi / nő megbontásban | Részt vevő nemzetek férfi / nő megbontásban | Részt vevő nemzetek férfi / nő megbontásban | Részt vevő nemzetek férfi / nő megbontásban | Részt vevő nemzetek férfi / nő megbontásban | Részt vevő nemzetek férfi / nő megbontásban | Részt vevő nemzetek férfi / nő megbontásban | Részt vevő nemzetek férfi / nő megbontásban | Részt vevő nemzetek férfi / nő megbontásban | Részt vevő nemzetek férfi / nő megbontásban |
| ------------------------------------------- | ------------------------------------------- | ------------------------------------------- | ------------------------------------------- | ------------------------------------------- | ------------------------------------------- | ------------------------------------------- | ------------------------------------------- | ------------------------------------------- | ------------------------------------------- | ------------------------------------------- | ------------------------------------------- |
| nemzet                                      | F                                           | N                                           | nemzet                                      | F                                           | N                                           | nemzet                                      | F                                           | N                                           | nemzet                                      | F                                           | N                                           |
| Albánia (ALB)                               | 2                                           | 2                                           | Fehéroroszország (BLR)                      | 7                                           | 3                                           | Lengyelország (POL)                         | 17                                          | 11                                          | Románia (ROU)                               | 3                                           | 0                                           |
| Andorra (AND)                               | 2                                           | 2                                           | Feröer (FAR)                                | 1                                           | 2                                           | Lettország (LAT)                            | 0                                           | 3                                           | San Marino (SMR)                            | 3                                           | 0                                           |
| Ausztria (AUT)                              | 10                                          | 9                                           | Finnország (FIN)                            | 9                                           | 8                                           | Liechtenstein (LIE)                         | 1                                           | 1                                           | Spanyolország (ESP)                         | 4                                           | 5                                           |
| Azerbajdzsán (AZE)                          | 1                                           | 1                                           | Franciaország (FRA)                         | 10                                          | 9                                           | Litvánia (LTU)                              | 5                                           | 1                                           | Svájc (SUI)                                 | 5                                           | 3                                           |
| Belgium (BEL)                               | 2                                           | 2                                           | Gibraltár (GIB)                             | 3                                           | 0                                           | Luxemburg (LUX)                             | 5                                           | 1                                           | Svédország (SWE)                            | 7                                           | 10                                          |
| Bosznia-Hercegovina (BIH)                   | 1                                           | 3                                           | Görögország (GRE)                           | 3                                           | 1                                           | Magyarország (HUN)                          | 15                                          | 8                                           | Szerbia (SRB)                               | 3                                           | 2                                           |
| Bulgária (BUL)                              | 6                                           | 2                                           | Grúzia (GEO)                                | 2                                           | 0                                           | Málta (MLT)                                 | 3                                           | 2                                           | Szlovákia (SVK)                             | 3                                           | 9                                           |
| Ciprus (CYP)                                | 2                                           | 1                                           | Hollandia (NED)                             | 4                                           | 4                                           | Moldova (MDA)                               | 3                                           | 2                                           | Szlovénia (SLO)                             | 3                                           | 7                                           |
| Csehország (CZE)                            | 9                                           | 7                                           | Horvátország (CRO)                          | 1                                           | 5                                           | Németország (GER)                           | 18                                          | 20                                          | Törökország (TUR)                           | 10                                          | 11                                          |
| Dánia (DEN)                                 | 8                                           | 15                                          | Írország (IRL)                              | 13                                          | 6                                           | Norvégia (NOR)                              | 8                                           | 5                                           | Ukrajna (UKR)                               | 7                                           | 1                                           |
| Egyesült Királyság (GBR)                    | 11                                          | 7                                           | Izland (ISL)                                | 4                                           | 4                                           | Olaszország (ITA)                           | 25                                          | 16                                          |                                             |                                             |                                             |
| Észak-Macedónia (MKD)                       | 1                                           | 1                                           | Izrael (ISR)                                | 9                                           | 3                                           | Oroszország (RUS)                           | 23                                          | 11                                          |                                             |                                             |                                             |
| Észtország (EST)                            | 3                                           | 1                                           | Koszovó (KOS)                               | 4                                           | 2                                           | Portugália (POR)                            | 6                                           | 5                                           |                                             |                                             |                                             |

F = férfi, N = nő

## Eredmények

### Éremtáblázat
(A táblázatban Magyarország és a rendező nemzet eltérő háttérszínnel kiemelve.)
| Helyezés | Nemzet           | Arany | Ezüst | Bronz | Összesen |
| 1.       | Oroszország      | 13    | 5     | 4     | 22       |
| 2.       | Olaszország      | 6     | 7     | 7     | 20       |
| 3.       | Hollandia        | 5     | 1     | 4     | 10       |
| 4.       | Magyarország     | 4     | 4     | 3     | 11       |
| 5.       | Nagy-Britannia   | 3     | 4     | 4     | 11       |
| 6.       | Franciaország    | 2     | 5     | 2     | 9        |
| 7.       | Lengyelország    | 2     | 1     | 2     | 5        |
| 8.       | Görögország      | 2     | 0     | 2     | 4        |
| 9.       | Litvánia         | 2     | 0     | 0     | 2        |
| 10.      | Németország      | 1     | 5     | 2     | 8        |
| 11.      | Fehéroroszország | 1     | 1     | 1     | 3        |
| 12.      | Norvégia         | 0     | 2     | 0     | 2        |
| 13.      | Törökország      | 0     | 1     | 1     | 2        |
| 14.      | Svédország       | 0     | 1     | 0     | 1        |
| 14.      | Svájc            | 0     | 1     | 0     | 1        |
| 14.      | Ukrajna          | 0     | 1     | 0     | 1        |
| 17.      | Dánia            | 0     | 0     | 5     | 5        |
| 18.      | Finnország       | 0     | 0     | 2     | 2        |
| 18.      | Írország         | 0     | 0     | 2     | 2        |
| 20.      | Románia          | 0     | 0     | 1     | 1        |
| Összesen | Összesen         | 41    | 39    | 42    | 122      |

### Éremszerzők
- WR – világcsúcs
- WJR – junior világrekord
- ER – Európa-csúcs
- CR – Európa-bajnoki csúcs
- NR – országos rekord

#### Férfiak
| versenyszám          | arany | arany          | ezüst | ezüst       | bronz | bronz      |
| 50 m gyorsúszás      | Vlagyimir Morozov Oroszország | 20,40          | Florent Manaudou Franciaország                                                                                   | 20,66       | Lobanovszkij Maxim Magyarország | 20,76 NR   |
| 100 m gyorsúszás     | Vlagyimir Morozov Oroszország | 45,53          | Alessandro Miressi Olaszország                                                                                   | 45,90 NR    | Vlagyiszlav Grinyov Oroszország | 46,35      |
| 200 m gyorsúszás     | Danas Rapšys Litvánia | 1:41,12        | Duncan Scott Egyesült Királyság                                                                                  | 1:41,42     | Mihail Vekoviscsev Oroszország | 1:41,52    |
| 400 m gyorsúszás     | Danas Rapšys Litvánia | 3:33,20 CR, NR | Thomas Dean Egyesült Királyság                                                                                   | 3:37,95     | Gabriele Detti Olaszország | 3:38,06    |
| 1500 m gyorsúszás    | Gregorio Paltrinieri Olaszország | 14:17,14       | Henrik Christiansen Norvégia                                                                                     | 14:18,15 NR | David Aubry Franciaország | 14:25,66   |
|                      | |                | |             | |            |
| 50 m hátúszás        | Kliment Kolesznyikov Oroszország | 22,75          | Christian Diener Németország                                                                                     | 23,07       | Shane Ryan Írország | 23,12      |
| 100 m hátúszás       | Kliment Kolesznyikov Oroszország | 49,09          | Christian Diener Németország                                                                                     | 49,94 =NR*  | Robert Glință Románia | 50,30      |
| 200 m hátúszás       | Radosław Kawęcki Lengyelország | 1:49,26        | Christian Diener Németország                                                                                     | 1:50,05     | Luke Greenbank Egyesült Királyság | 1:50,09 NR |
|                      | |                | |             | |            |
| 50 m mellúszás       | Vlagyimir Morozov Oroszország | 25,51 ER, CR   | Hüseyin Emre Sakçı Törökország                                                                                   | 25,82 NR    | Arno Kamminga Hollandia | 25,84 NR   |
| 50 m mellúszás       | Vlagyimir Morozov Oroszország | 25,51 ER, CR   | Hüseyin Emre Sakçı Törökország                                                                                   | 25,82 NR    | Fabio Scozzoli Olaszország | 25,84      |
| 100 m mellúszás      | Arno Kamminga Hollandia | 56,06 NR       | Ilja Simanovics Fehéroroszország                                                                                 | 56,42       | Fabio Scozzoli Olaszország | 56,55      |
| 200 m mellúszás      | Arno Kamminga Hollandia | 2:02,36 NR     | Erik Persson Svédország                                                                                          | 2:02,80 NR  | Marco Koch Németország | 2:02,87    |
|                      | |                | |             | |            |
| 50 m pillangóúszás   | Oleg Kosztyin Oroszország | 22,23          | Szabó Szebasztián Magyarország                                                                                   | 22,35       | Ümitcan Güreş Törökország | 22,38 NR   |
| 100 m pillangóúszás  | Marius Kusch Németország | 49,06 NR       | Mihail Vekoviscsev Oroszország                                                                                   | 49,53       | Marcin Cieślak Lengyelország | 49,75      |
| 200 m pillangóúszás  | Andréasz Vazéosz Görögország | 1:50,23 NR     | Ramon Klenz Németország                                                                                          | 1:51,51     | James Guy Egyesült Királyság | 1:51,73    |
|                      | |                | |             | |            |
| 100 m vegyesúszás    | Kliment Kolesznyikov Oroszország | 51,15          | Szergej Feszikov Oroszország                                                                                     | 51,59       | Andréasz Vazéosz Görögország | 51,62 NR   |
| 200 m vegyesúszás    | Andréasz Vazéosz Görögország | 1:50,85 ER, CR | Tomoe Zenimoto Hvas Norvégia                                                                                     | 1:51,74 NR  | Philip Heintz Németország | 1:52,55    |
| 400 m vegyesúszás    | Max Litchfield Egyesült Királyság | 4:01,36        | Ilja Borogyin Oroszország                                                                                        | 4:03,65 NR  | Danyiil Pasznyikov Oroszország | 4:04,98    |
|                      | |                | |             | |            |
| 4 × 50 m gyorsúszás  | Oroszország Vlagyiszlav Grinyov (21,23) Mihail Vekoviscsev (20,60) Kliment Kolesznyikov (20,84) Vlagyimir Morozov (20,25) Szergej Feszikov** Danyiil Markov** Alekszandr Popkov**   | 1:22,92        | Lengyelország Paweł Juraszek (21,19) Marcin Cieślak (20,98) Karol Ostrowski (20,79) Jakub Kraska (20,78)         | 1:23,74 NR  | Olaszország Federico Bocchia (21,41) Marco Orsi (21,13) Giovanni Izzo (21,32) Alessandro Miressi (20,64) Leonardo Deplano** Thomas Ceccon** | 1:24,50    |
| 4 × 50 m vegyesúszás | Oroszország Kliment Kolesznyikov (22,64) CR Vlagyimir Morozov (25,53) Oleg Kosztyin (21,61) Vlagyiszlav Grinyov (20,85) Szergej Feszikov** Alekszandr Popkov** Mihail Vekoviscsev** | 1:30,63        | Magyarország Bohus Richárd (23,42) NR Horváth Dávid (26,64) Szabó Szebasztián (21,77) Lobanovszkij Maxim (20,27) | 1:32,10 NR  | Fehéroroszország Viktar Sztaszjalovics (23,38) Ilja Simanovics (25,46) Javhen Curkin (22,48) Arcjom Macsekin (20,97)                        | 1:32,29    |

____
* – egy másik versenyzővel azonos eredményt ért el
** – a versenyző az előfutamban vett részt

#### Nők
| versenyszám          | arany | arany         | ezüst | ezüst            | bronz | bronz      |
| 50 m gyorsúszás      | Marija Kamenyeva Oroszország                                                                                                  | 23,56         | Mélanie Henique Franciaország | 23,66 NR         | Pernille Blume Dánia | 23,73      |
| 100 m gyorsúszás     | Freya Anderson Egyesült Királyság                                                                                             | 51,49         | Béryl Gastaldello Franciaország | 51,85            | Femke Heemskerk Hollandia                                                                                               | 51,88      |
| 200 m gyorsúszás     | Freya Anderson Egyesült Királyság                                                                                             | 1:52,77 NR    | Federica Pellegrini Olaszország | 1:52,88          | Femke Heemskerk Hollandia                                                                                               | 1:53,35    |
| 400 m gyorsúszás     | Simona Quadarella Olaszország                                                                                                 | 3:59,75       | Isabel Marie Gose Németország | 4:00,01          | Késely Ajna Magyarország                                                                                                | 4:00,04    |
| 800 m gyorsúszás     | Simona Quadarella Olaszország                                                                                                 | 8:10,30       | Késely Ajna Magyarország | 8:11,77          | Martina Caramignoli Olaszország                                                                                         | 8:12,36    |
|                      | |               | |                  | |            |
| 50 m hátúszás        | Kira Toussaint Hollandia | 25,84         | Béryl Gastaldello Franciaország | 26,03 NR         | Alicja Tchórz Lengyelország                                                                                             | 26,16      |
| 100 m hátúszás       | Kira Toussaint Hollandia | 55,71         | Marija Kamenyeva Oroszország | 56,10 NR         | Georgia Davies Egyesült Királyság                                                                                       | 56,73      |
| 200 m hátúszás       | Margherita Panziera Olaszország                                                                                               | 2:01,45 NR    | Darina Zevina Ukrajna | 2:02,25          | Kira Toussaint Hollandia                                                                                                | 2:03,04    |
|                      | |               | |                  | |            |
| 50 m mellúszás       | Benedetta Pilato Olaszország                                                                                                  | 29,32 WJR, NR | Martina Carraro Olaszország | 29,60            | Mona McSharry Írország                                                                                                  | 29,87 NR   |
| 100 m mellúszás      | Martina Carraro Olaszország                                                                                                   | 1:04,51       | Arianna Castiglioni Olaszország | 1:05,01          | Jenna Laukkanen Finnország                                                                                              | 1:05,12    |
| 200 m mellúszás      | Marija Temnyikova Oroszország                                                                                                 | 2:18,35       | Molly Renshaw Egyesült Királyság | 2:19,66          | Martina Carraro Olaszország                                                                                             | 2:19,68 NR |
|                      | |               | |                  | |            |
| 50 m pillangóúszás   | Mélanie Henique Franciaország                                                                                                 | 24,56 CR, NR  | Béryl Gastaldello Franciaország | 24,78            | Emilie Beckmann Dánia Jeanette Ottesen Dánia                                                                            | 25,15      |
| 100 m pillangóúszás  | Anasztaszija Skurdaj Fehéroroszország                                                                                         | 56,21 NR      | Elena Di Liddo Olaszország | 56,37            | Anna Ntuntunaki Görögország                                                                                             | 56,44 NR   |
| 200 m pillangóúszás  | Hosszú Katinka Magyarország                                                                                                   | 2:03,21       | Ilaria Bianchi Olaszország | 2:04,20 NR       | Jakabos Zsuzsanna Magyarország                                                                                          | 2:05,00    |
|                      | |               | |                  | |            |
| 100 m vegyesúszás    | Hosszú Katinka Magyarország                                                                                                   | 57,36         | Marija Kamenyeva Oroszország | 57,59 NR         | Jenna Laukkanen Finnország                                                                                              | 58,62      |
| 200 m vegyesúszás    | Hosszú Katinka Magyarország                                                                                                   | 2:04,68       | Maria Ugolkova Svájc | 2:06,59 NR       | Siobhan-Marie O’Connor Egyesült Királyság                                                                               | 2:06,74    |
| 400 m vegyesúszás    | Hosszú Katinka Magyarország                                                                                                   | 4:25,10       | Jakabos Zsuzsanna Magyarország | 4:28,76          | Ilaria Cusinato Olaszország                                                                                             | 4:29,13    |
|                      | |               | |                  | |            |
| 4 × 50 m gyorsúszás  | Franciaország Béryl Gastaldello (23,85) Mélanie Henique (23,30) Léna Bousquin (24,40) Anna Santamans (23,66) Anouchka Martin* | 1:35,21 NR    | nem osztották ki | nem osztották ki | Dánia Julie Kepp Jensen (24,44) Jeanette Ottesen (23,61) Emilie Beckmann (23,99) Pernille Blume (23,20) Emily Gantriis* | 1:35,24 NR |
| 4 × 50 m gyorsúszás  | Hollandia Tamara van Vliet (24,19) Kira Toussaint (23,90) Femke Heemskerk (23,24) Valerie van Roon (23,62)                    | 1:35,21       | nem osztották ki | nem osztották ki | Dánia Julie Kepp Jensen (24,44) Jeanette Ottesen (23,61) Emilie Beckmann (23,99) Pernille Blume (23,20) Emily Gantriis* | 1:35,24 NR |
| 4 × 50 m vegyesúszás | Lengyelország Alicja Tchórz (26,29) Dominika Sztandera (29,55) Kornelia Fiedkiewicz (25,75) Katarzyna Wasick (23,26)          | 1:44,85 NR    | Olaszország Silvia Scalia (26,60) Benedetta Pilato (29,18) Elena Di Liddo (25,02) Silvia Di Pietro (24,12) Arianna Castiglioni Federica Pellegrini* | 1:44,92 NR       | Oroszország Marija Kamenyeva (26,22) Nika Gogyun (30,11) Arina Szurkova (24,70) Darija Usztyinova (23,93)               | 1:44,96 NR |

____
* – a versenyző az előfutamban vett részt

#### Vegyes
| versenyszám           | arany | arany          | ezüst | ezüst      | bronz | bronz      |
| 4 × 50 m gyorsváltó   | Oroszország Vlagyimir Morozov (20,65) Vlagyiszlav Grinyov (20,65) Arina Szurkova (23,87) Marija Kamenyeva (23,17) Mihail Vekoviscsev* Darija Usztyinova* Jelizaveta Klevanovics* | 1:28,31 ER, CR | Egyesült Királyság Duncan Scott (21,28) Scott McLay (20,79) Anna Hopkin (23,13) Freya Anderson (23,44) James Guy*  | 1:28,64 NR | Franciaország Maxime Grousset (21,35) Florent Manaudou (20,09) Melanie Henique (23,36) Béryl Gastaldello (24,06) Clément Mignon* Anna Santamans* | 1:28,86 NR |
| 4 × 50 m vegyes váltó | Oroszország Kliment Kolesznyikov (22,67) Vlagyimir Morozov (25,40) Arina Szurkova (24,94) Marija Kamenyeva (23,21) Szergej Feszikov* Oleg Kosztyin* Darija Usztyinova*           | 1:36,22 WR     | Hollandia Kira Toussaint (25,87) Arno Kamminga (25,53) Joeri Verlinden (22,48) Femke Heemskerk (23,24) Jesse Puts* | 1:37,12    | Dánia Mathias Rysgaard (23,98) Tobias Bjerg (25,51) Jeanette Ottesen (25,04) Pernille Blume (23,49) Emilie Beckmann* Emily Gantriis*             | 1:38,02 NR |

____
* – a versenyző az előfutamban vett részt